# George Kocherry
George Kocherry (ur. 4 lutego 1945 w Changanacherry w Indiach) – duchowny katolicki Kościoła Syro-Malabarskiego, arcybiskup, nuncjusz apostolski.

## Życiorys
26 czerwca 1974 otrzymał święcenia kapłańskie. W 1974 rozpoczął przygotowanie do służby dyplomatycznej na Papieskiej Akademii Kościelnej. 
10 czerwca 2000 został mianowany przez Jana Pawła II nuncjuszem apostolskim w Ghanie i Togo oraz arcybiskupem tytularnym Othona. Sakry biskupiej 21 sierpnia 2000 udzielił mu arcybiskup Joseph Powathil. W 2002 przestał być nuncjuszem w Togo.
22 grudnia 2007 został przeniesiony do nuncjatury w Zimbabwe.
6 lipca 2013 papież Franciszek mianował go nuncjuszem apostolskim w Bangladeszu. 24 sierpnia 2022 papież Franciszek przyjął jego rezygnację z funkcji nuncjusza apostolskiego w Bangladeszu.